# Johann Jacob Weber
Pour les articles homonymes, voir Weber.
Johann Jacob Weber (ou Johann Jakob Weber), né le 3 avril 1803 à Bâle ou à Siblingen, et mort le 16 mars 1880 à Leipzig, est un éditeur et un libraire allemand.

## Biographie
Johann Jacob Weber est né le 3 avril 1803 à Bâle ou à Siblingen,.
Entre 1825 et 1830 il travaille aux éditions J.J. Pachoud à Genève, Firmin Didot Frères à Paris, Breitkopf & Härtel à Leipzig, ainsi que dans la librairie Herder à Fribourg-en-Brisgau. Il fonde en 1834 sa maison d'édition à Leipzig.